# Hjördis Töpel
Hjördis Töpel (Gotemburgo, Suecia, 4 de enero de 1904-17 de marzo de 1987) fue una nadadora sueca especializada en pruebas de estilo libre, donde consiguió ser medallista de bronce olímpica en 1924 en los 4 x 100 metros.

## Carrera deportiva
En los Juegos Olímpicos de París 1924 ganó la medalla de bronce en los relevos de 4 x 100 metros estilo libre, con un tiempo 5:35.6 segundos), tras Estados Unidos (oro) y Reino Unido (plata); sus compañeras de equipo fueron las nadadoras: Aina Berg, Gurli Ewerlund y Wivan Pettersson.